# F.C. Ramat HaSharon
El Football Club Ramat HaSharon (en hebreo: מועדון כדורגל רמת השרון) es un club de fútbol femenino israelí de la ciudad de Ramat Hasharon, que juega en la Ligat Nashim, máxima categoría del fútbol femenino en ese país.

## Historia
El club se estableció en 2005 y se unió a la liga, jugando su primera temporada en el grupo norte, finalmente terminando primero en el grupo y clasificando al grupo del campeonato, donde, al final de la temporada, el club terminó como subcampeón. En las temporadas siguientes, el club terminó en la 4ª y 5ª posición, antes de descender a la segunda división al final de la temporada 2009-10.
El club jugó dos temporadas en la segunda división, terminando en la cima de la liga en su segunda temporada y ascendiendo de nuevo a la primera división. Durante esta temporada el club ganó la copa de liga de segunda división, completando un doblete menor.
En la copa, el mejor logro del club es llegar a la final en 2013, perdiendo 1-7 ante el Maccabi Holon. El club alcanzó las semifinales la temporada siguiente, cayendo 0-1 ante el Maccabi Kishronot Hadera.

## Torneos internacionales
Liga de Campeones Femenina de la UEFA
| Año     | Ronda                   | J | G | E | P | GF | GC |
| ------- | ----------------------- | - | - | - | - | -- | -- |
| 2016-17 | Fase de grupos          | 3 | 2 | 0 | 1 | 5  | 1  |
| 2020-21 | Clasificación - 1ª Fase | 1 | 0 | 0 | 1 | 0  | 4  |
| Total   |                         | 4 | 2 | 0 | 2 | 5  | 5  |

## Palmarés
| Competición nacional      | Títulos          | Subcampeonatos |
| ------------------------- | ---------------- | -------------- |
| Ligat Nashim (2/1)        | 2015–16, 2019–20 |                |
| Copa de Israel (1/1)      | 2017–18          | 2012–13        |
| Ligat Nashim Shniya (1/0) | 2011–12          |                |